# Pleurothallis colossus
Pleurothallis colossus là một loài thực vật có hoa trong họ Lan. Loài này được Kraenzl. ex Kerch. miêu tả khoa học đầu tiên năm 1894.